# Jump-av
jump-av（ジャンプエーブイ）とは、日本のアダルトビデオメーカー。
FANZAでのメーカー表記は「JUMP」と全て大文字。ロゴの文字は、UとPが小さくなった「JUMP!」のような表記となっている。

## 概要
ロゴマークに「SINCE 2008★★★」と印字されているように、2008年の4月から活動し始めた。所在地は、愛知県名古屋市。
名前の由来は、
- 『週刊少年ジャンプ』
- アメリカのバンド「ヴァン・ヘイレン」の楽曲『Jump』

からのダブルミーニング。前者は制作に携わっている大半の人間がジャンプ黄金期に学生時代を過ごしたということが関係している。
かつては毎月10～15タイトルほど定期的に新作がリリースされていた。商品番号はパッケージに印字されている定価や色によって桁数が変わっていて、同じ桁数の商品番号でも制作会社や企画がまったく異なるという点が特徴である。ロリ系が多い印象があるが、作品群全体で見ると特に偏ったジャンルに特化しているということもない。これはメーカー名の由来である週刊少年ジャンプのように「ドラゴンボール」「キン肉マン」「北斗の拳」「魁!!男塾」「聖闘士星矢」のような王道の格闘漫画と、「キャプテン翼」「スラムダンク」のようなスポーツ漫画、「こちら葛飾区亀有公園前派出所」「ついでにとんちんかん」「ハイスクール奇面組」のようなギャグ漫画などいろんなジャンルの漫画が少年誌というひとつのカテゴリーの中で共に掲載されている点を参考にしているという。実験的な作品もあれば大作もありという「ボーダレス」を基本コンセプトとした。
2025年現在も作品をリリースしている。

## 主なシリーズ
代表的なシリーズは、以下の通り。
- 「少女のクリトリス拘束拷問」
- 「いとこ風呂」
- 「家庭教師は催眠術師」
- 「性器ガン見」
- 「激撮 変質者vs留守番小○生」
- 「めいっこ」
- 「親子ハメ撮り」
- 「名作ロリ劇場」
- 「実録・近親愛傑作選　ひとつ屋根の下」
- 「民家完全盗撮　小○生オナニー盗み撮り」
- 「小○生失禁オナニー盗撮」
- 「淫行流出買春祭」
- 「団地妻限定　僕のセンズリ鑑賞してください」
- 「小○生トイレオナニー盗撮　プレミアムコレクション」